# دوستت دارم… من هم نه
«دوستت دارم… من هم نه» (فرانسوی: Je t'aime... moi non plus‎) تک‌آهنگی است که سرژ گنزبور برای بریژیت باردو نوشته بود. او در سال ۱۹۶۹ میلادی، بهترین نسخهٔ شناخته شده از این ترانه را که اجرایی دوصدایی با جین برکین بود، منتشر کرد. این ترانه دو صدایی در بریتانیا به رتبهٔ نخست جدول موسیقی و در ایرلند به رتبه دوم دست یافت، اما در برخی کشورها به سبب محتوای آشکار جنسی آن ممنوع شد.
در سال ۱۹۷۶، گنزبور فیلمی به همین نام با بازی جین برکین کارگردانی نمود.

## تاریخچه
سرژ گنزبور این ترانه را، نخستین بار در سال ۱۹۶۷ میلادی، برای دوست‌دختر خود بریژیت باردو نوشت. بریژیت باردو از گنزبور خواسته بود زیباترین ترانهٔ عاشقانه‌ای را که به ذهنش می‌رسد، بنویسد و گنزبور همان شب، این ترانه و ترانهٔ «بانی و کلاید» را ساخت. باردو و گنزبور، تنظیمی از این آهنگ را با میشل کولومبی و در یک جلسهٔ ۲ ساعته در یک اتاقک شیشه‌ای، در استودیویی در پاریس اجرا کردند. مهندس صدا «ویلیام فلاژوله» گفت که نتیجهٔ نهایی «صدای ناله‌های سنگین عشق‌بازی» بود. به هر حال، خبر این اجرا به مطبوعات راه یافت و به گوش شوهر بریژیت باردو، «گونتر زاکس» رسید که او را به‌شدت عصبانی کرد و درخواست نمود که این ترانه هرچه زودتر جمع‌آوری شود. باردو از گنزبور خواهش کرد که این اجرا را منتشر نکند. گنزبور پذیرفت اما اظهار داشت: «این موسیقی بسیار ناب است. برای اولین بار در زندگی‌ام، یک ترانهٔ عاشقانه نوشتم و چنین برخورد بدی با آن شد.»: ۹۲ 
در سال ۱۹۶۸، گنزبور و بازیگر بریتانیایی جین برکین، سرِ صحنهٔ فیلم «شعار» با هم آشنا شدند که به رابطهٔ عاشقانه‌ای منجر شد. پس از پایان فیلم‌برداری، گنزبور از برکین خواست که این ترانه را با او اجرا و ضبط کنند. برکین نسخهٔ اولیه با بریژیت باردو را شنیده بود و معتقد بود که ترانه‌ای «بسیار داغ و شهوانی» است. او گفت: «فقط به این دلیل آن را می‌خوانم، چون نمی‌خواهم کس دیگری آن را بخواند»، که به‌خاطر حسادت زنانه نسبت به اجرای گنزبور با شخص دیگری بود. گنزبور از برکین خواست ترانه را یک اُکتاو بالاتر از آن چیزی که بریژیت باردو اجرا کرده بود، بخواند؛ «جوری که صدایت شبیه یک پسربچه شود.» این ترانه در ماربل آرچ با تنظیمی از آرتور گرینسلید، اجرا شد. برکین گفت که «کمی کنترلم را روی نفس‌های سنگین از دست دادم، تا حدی که، در واقع به من گفتند که آرام باش و من در جایی از ترانه، نفسم را به‌کلی در سینه حبس کردم. اگر شما به ترانه دقت کنید، آن توقف کوتاه را متوجه خواهید شد.» رسانه‌های خبری همچون نسخهٔ اولیه با باردو، کنجکاو بودند که بدانند آیا هنگام ضبط این ترانه، نزدیکی جنسی هم صورت گرفته یا نه. گنزبور به برکین گفت که «خدا رو شکر چنین چیزی نبود، وگرنه آهنگ خیلی طولانی می‌شد». نسخهٔ جدید ترانه سرانجام در فوریه ۱۹۶۰ منتشر شد. این تک‌آهنگ یک جلد ساده داشت که روی آن نوشته شد بود: «برای زیر ۲۱ سال، ممنوع». شرکت ضبط‌کننده موسیقی نیز برچسب را از «فیلیپس»، به «فونتانا» (که شرکت زیرمجموعه‌اش بود) تغییر داد.
گنزبور از مرین فیث‌فول هم خواست ترانه را با او بخواند. مرین گفت: «دِکی! [مثل اینکه] داره به همه رو می‌زنه». آن چند نفر دیگر که پیشنهادِ اجرا دریافت کردند و قبول نکردند، عبارت بودند از والری لاگرانژ و میری دارک. بریژیت باردو بعدها پشیمان شد که نسخهٔ اولیه خودشان را منتشر نکردند و یکی از دوستانش به نام «ژان-لویی رِمیلو» به او پیشنهاد کرد که مجدداً با گنزبور تماس بگیرد. نسخهٔ آنها سرانجام در سال ۱۹۸۶ میلادی منتشر شد.: ۱۴۷ 

## موسیقی و شعر متن

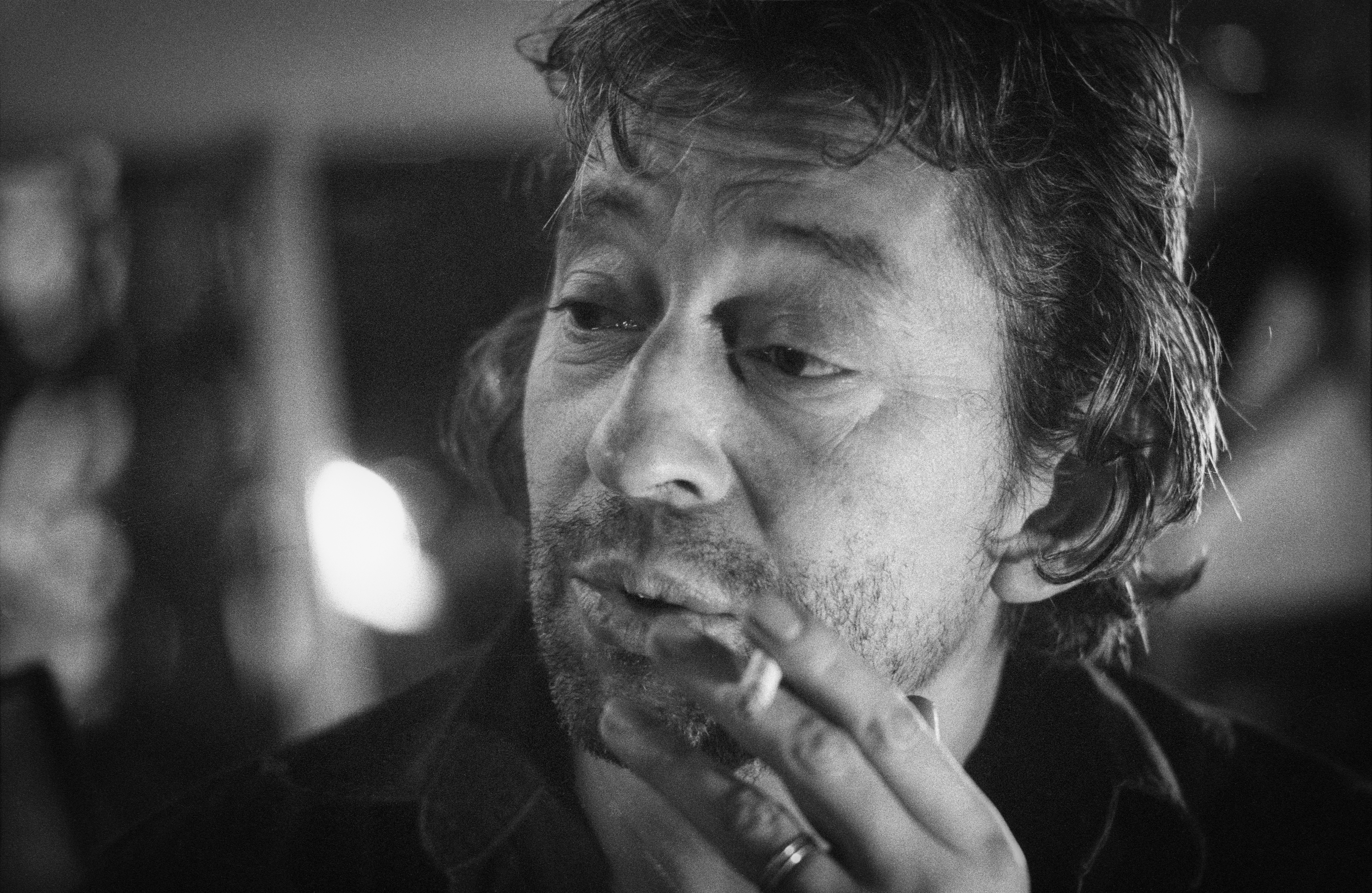
سرژ گنزبور

نامِ ترانه، طعنه‌آمیز است. نفر اول با طعنه می‌گوید: «دوستت دارم» (و در واقع منظورش این است که «دوستت ندارم») و نفر دوم که متوجهٔ منظورِ او شده‌است، پاسخ می‌دهد: «من هم نه!» (من هم دوستت ندارم). عنوانِ ترانه از عبارتِ مشهوری از سالوادور دالی الهام گرفته شده‌است که گفته بود: «پیکاسو اسپانیایی است. من هم همین‌طور. پیکاسو نابغه است. من هم همین‌طور. پیکاسو کمونیست است. من هم نه». گنزبور در مصاحبه‌ای اظهار داشت که این ترانه در واقع «ضد آمیزش جنسی» و دربارهٔ لاعلاجی، درماندگی و عدم امکانِ عشقِ جسمانی است. اشعار ترانه، گفتگویی است مابین یک عاشق و معشوق در حینِ عشق‌بازی. بخشی از این گفتگو چنین است:

"Je vais et je viens, entre tes reins" ("می‌روم و می‌آیم، در میان کمر و پاهای تو")

"Tu es la vague, moi l'île nue" ("تو چونان موجی و من، چون جزیره‌ای متروک، عریان و بی‌درخت")

"L'amour physique est sans issue" ("عشق جسمانی، ناتوان و بیهوده و بی‌روح است")

این ترانه در گام «دو ماژور» و بر روی زمینه‌ای از نوایِ ارگِ باروک و گیتار، زمزمه، دکلمه و خوانده می‌شود و «ملودیِ آهسته و بسیار زیبا و شیرینی» دارد.
در نسخه‌ای که گروه پت شاپ بویز اجرا کرده، نام ترانه را به «دوستت دارم… من دیگر نه» تغییر دادند.

## بازخورد
تن‌کامگیِ ترانه، ناخوشایند و زننده تلقی شد. عقیدهٔ عمومی بر آن است که اشعارِ این ترانه، به تابویِ «سکسِ بدون عشق» اشاره دارد و با شیوه‌ای عشوه‌گرانه و وسوسه‌انگیز اجرا شده است. ماهنامهٔ «آبزروِر مانثلی میوزیک» نوشت: «این ترانه، ورژن موسیقایی فیلم امانوئل است.» هنگامی که نسخهٔ اولیه با باردو ضبط شد، مطبوعات فرانسه نوشتند که این صداها واقعی و تدوین‌نشده‌است. مجلهٔ «فرانس دیمانش» دربارهٔ آن نوشت: «آه و ناله‌های باردو در حین اجرای ترانه، به شنونده این احساس را می‌دهد که گویی مشغول شنیدنِ عشق‌بازی دو نفر است.» نخستین باری که گنزبور آن را در یک مکان عمومی منتشر کرد، در رستورانی در پاریس، بلافاصله پس از پایان ضبط موسیقی بود. برکین اظهار داشت: «به محض آنکه ترانه پخش شد، می‌شد بشنوی که ملت کارد و چنگال‌هایشان را روی میز گذاشتند و گنزبور گفت: به‌نظرم یک ترانه بسیار موفق ساختیم.»
نقطهٔ اوج ترانه آنجایی است که صدا و اجرای جین برکین به گونه‌ای است که برای شنونده «اوج لذت جنسی» تداعی می‌شود. دقیقاً بخاطرِ همین بخش بود که پخشِ ترانه، از رادیوهای اسپانیا، سوئد، برزیل، بریتانیا، ایتالیا و پرتغال قدغن شد. در فرانسه هم پخش رادیویی آن قبل از ساعت ۱۱ شب ممنوع بود. در ایالات متحده آمریکا هم بسیاری از ایستگاه‌های رادیویی آن را بخاطر پرمخاطره بودنش پخش نکردند. کلیسای مرکزی واتیکان و روزنامهٔ رسمی آن «لوسِرواتوره رومانو»، آن را تقبیح کرد و حتی بنا بر گزارشی، کلیسای واتیکان، مدیرِ اجرایی انتشار ترانه در ایتالیا را تکفیر کرد. جین برکین بخاطر دارد که سرژ گنزبور اظهار داشت «پاپ، بهترین مدیر روابط عمومی و مبلغ ترانه ما بود.»
جین برکین در مصاحبه‌ای در سال ۲۰۰۴ اظهار داشت که «این ترانه به‌هیچ‌وجه گستاخانه نبود. من نمی‌فهمم این همه هیاهو برای چه بود. انگلیسی‌زبان‌ها، معنای آن را نفهمیدند و هنوز هم مطمئن نیستم که مفهوم آن را درک کرده باشند.» زمانی که گنزبور به جامائیکا رفت تا با گروه دونفری «اسلای و رابی» برنامه اجرا کند، در آغاز روابط صمیمانه‌ای با هم نداشتند. این دو به گنزبور گفته بودند که «ما فقط یک آهنگ فرانسوی شنیدیم که اسمش "دوستت دارم… من هم نه" است و یه دختره توش آخ و اوخ می‌کنه». گنزبور جواب داد «اون [که توی آهنگ می‌خونه] منم!» و از این لحظه حس و حال‌شان به‌سرعت تغییر کرد.

## موفقیت تجاری
این ترانه در سرتاسر اروپا به موفقیت تجاری دست یافت. تا سال ۱۹۸۶ میلادی، چهار میلیون نسخه از آن به فروش رفته بود. در بریتانیا که ترانه با برچسب شرکت فونتانا عرضه شد، تا رتبه دوم بالا رفت، اما بعد از بازار جمع شد. گنزبور این بار با شرکت ایرلندی «میجر ماینور رکوردز» به توافق رسید و ترانه مجدداً منتشر شد که به رتبه اول بریتانیا رسید؛ که نخستین ترانه ممنوع‌شده‌ای بود که به صدر جدول تک‌آهنگ‌های بریتانیا دست یافت و همچنین اولین ترانه خارجی بود که به این رتبه رسید. این ترانه به مدت ۳۱ هفته در جدول موسیقی بریتانیا باقی ماند و حتی در ایالات متحده آمریکا جزء ۱۰۰ آهنگ برتر بود و به رتبهٔ ۵۸ در ۱۰۰ تک‌آهنگ داغ بیلبورد رسید. مرکوری رکوردز که پخش‌کننده موسیقی در آمریکا بود با انتقادهایی مواجه شد که این ترانه «قبیح» است و بدین ترتیب، پخش آن محدود شد و تنها در حدود ۱۵۰٬۰۰۰ نسخه از آن در آمریکا فروش رفت. این ترانه بار دیگر در سال ۱۹۷۴ در بریتانیا توسط «آنتیک رکوردز» (از زیرمجموعه‌های آتلانتیک رکوردز) منتشر شد و این بار به رتبه ۳۱ رسید و ۹ هفته در جدول باقی ماند.
| جدول موسیقی (۱۹۶۹)                         | بالاترین رتبه |
| ------------------------------------------ | ------------- |
| استرالیا (گزارش موسیقی کنت)                | ۹۱            |
| او۳ تاپ ۴۰ اتریش                           | ۱             |
| جدول کنترل رسانه آلمان                     | ۳             |
| ۱۰۰ تک‌آهنگ برتر هلند                       | ۲             |
| جدول تک‌آهنگ‌های ایرلند                      | ۲             |
| مکزیک (رادیو هزار)                         | ۵             |
| جدول وی‌جی-لیستا نروژ                       | ۱             |
| جدول ۱۰۰ تک‌آهنگ برتر سوئیس                 | ۱             |
| جدول تک‌آهنگ‌های بریتانیا                    | ۱             |
| ۱۰۰ تک‌آهنگ داغ بیلبورد ایالات متحده آمریکا | ۵۸            |

## اجراهای دیگر

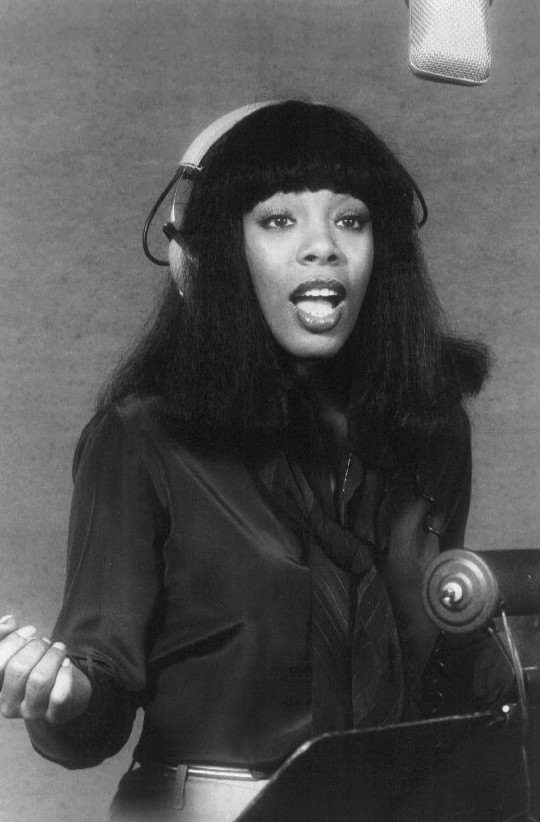
دانا سامار (در تصویری از سال ۱۹۷۷ میلادی) این ترانه را با عنوان "دوستت‌دارم" به صورت دوصدایی با جورجو مورودر برای فیلم سینمایی خدا رو شکر جمعه است اجرا کردند.

این ترانه بارها و بارها توسط هنرمندان دیگر بازخوانی شده که برخی جدی و برخی طنزآمیز بوده‌است. در سال ۱۹۶۹ میلادی، «ارکستر ۱۰۱ ساز زهی هالیوود» یک صفحهٔ گرامافون ۷ دور منتشر کرد که دو نسخه داشت: روی اول (A) یک نسخهٔ بی‌کلام و روی دوم (B) آن، صداسازی سکسی و وسوسه‌آمیزی با اجرای «ببه باردون» بود. به‌طور کلی، نسخه‌های اولیه‌ای که از این ترانه بازاجرا شد، بیشتر بی‌کلام بودند. نسخه‌ای به نام «عشق در نگاه اول» که به‌دنبال ممنوعیت نسخهٔ اصلی به بازار آمد، اجرایی توسط گروه بریتانیایی «ساوندز نایس» بود که «تیم مایکرافت» را به عنوان نوازندهٔ کیبوردز در اختیار داشت و جزء ۲۰ آهنگ برتر شد. نام این گروه موسیقی که در لغت به معنای «به‌نظر خوب میاد» است، در واقع اظهار نظر پل مک‌کارتنی پس از شنیدن نسخهٔ بی کلام یادشده است که به آنها گفته بود: «sounds nice» (به‌نظر خوب میاد). نخستین تقلید طنزگونه اتفاقاً توسط خودِ گنزبور و «مارسل می‌توآ» با نام «نهاد» نوشته شده و توسط بورویل و ژاکلین مایان اجرا شد. این ترانه، آخرین اجرای بورویل پیش از مرگش بود. نسخه‌های طنزآمیز دیگر توسط فرانکی هاوارد و جون وایتفیلد؛ جاج درید و همچنین گوردن کی و ویکی میشل که از ستارگان برنامهٔ طنز «الو! الو!» در بی‌بی‌سی بودند، اجرا شد.
این ترانه، الهام‌بخش ترانهٔ کلاسیک دیسکوی «عاشق اینم که عاشقت باشم عزیزم» در سال ۱۹۷۵ بود که توسط جورجو مورودر تهیه شد و دانا سامر آن را اجرا کرد. ماجرا از این قرار بود که «ای.جی. سروانتس» که کارمند «کازابلانکا رکوردز» بود، طی یادداشتی به نیل بوگارت ایدهٔ خام و اولیه‌ای از دانا سامر را بیان کرد که در آغاز به مذاق بوگارت خوش نیامد و آن را رد. کمپانی سروانتس که «باترفلای رکوردز» نام داشت، نسخهٔ دیسکویی از این ترانه را با اجرای گروه موسیقی دخترانهٔ «سن تروپه» و در آلبومی به نام «دوستت دارم» در اوت ۱۹۷۷ منتشر کرد که نخستین نسخهٔ دیسکوی این ترانه محسوب می‌شد. به‌دنبال موفقیت مختصر آن و حدود یک‌سال بعد، «کازابلانکا رکوردز» نسخهٔ دوصدایی جورجو مورودر و دانا سامر را که ۱۵ دقیقه بود، در فیلم «خدا رو شکر جمعه است» منتشر کرد. این نسخه توسط جورجو مورودر و پیت بلات تهیه شده بود.
به تکه‌هایی از این ترانه توسط هنرمندان دیگری در ترانه‌هایشان اشاره شده یا در آنها به‌کار رفته است که از آن میان، می‌توان به «میستی اولدلند»، «تگزاس» و کایلی مینوگ در اجرای زنده‌اش در همرسمیت آپولوی لندن اشاره کرد. اِوا پولنا خواننده روس هم ترانه‌ای دارد به عنوان «من هم (دوست ندارم) تو رو».